# 蘇利南潛蠊
蘇利南潛蠊（學名：Pycnoscelus surinamensis）是屬於匍蠊科潛蠊屬的一種掘洞型蜚蠊，行孤雌生殖，原生於東洋界，因人為活動而擴散至全球熱帶與亞熱帶地區。學名中的種小名指模式產地蘇利南，即是由亞洲引入的外來族群。